# Luigi Giuliano Ceccarelli
Luigi Giuliano Ceccarelli (Roma, 1953) è un compositore, regista e autore televisivo italiano.
Ha lavorato con vari registi italiani e stranieri tra cui: Claude Chabrol, Bernardo Bertolucci, Pasquale Squitieri e Augusto Caminito.

## Biografia
Ancora ventenne si dedica alla composizione di colonne sonore per il cinema. Inizia la sua carriera negli anni '80 con il film Passaggi diretto da Claudio Fragasso, al quale seguirà Difendimi dalla notte. Parallelamente, nei primi anni '90, firma per Rai e Mediaset sigle e commenti musicali, lavorando con Maurizio Costanzo, Giovanni Minoli, Michele Santoro, Giovanni Anversa e altri. In seguito si occuperà anche di sperimentazione in computer art, con allestimenti e multivisioni in Italia e all'estero, collaborando, tra le altre, con Ida Gerosa, Albert Friscia e Tomaso Binga. Dal 2006 è anche autore televisivo con Art News e Chi ha paura di Monna Lisa?. Tra il 2009 e il 2014 è direttore artistico del Teatro Gaetano Donizetti e Teatro Sociale (Bergamo). Dal 2012 inizia un'ulteriore attività come documentarista, collaborando con Rai Cultura e Rai 3 per la trasmissione televisiva Geo.

## Filmografia

### Colonne Sonore

#### Cinema
- Difendimi dalla notte, regia di Claudio Fragasso (1981)
- Violenza in un carcere femminile, regia di Bruno Mattei e Claudio Fragasso (1982)
- Blade Violent - I violenti, regia di Bruno Mattei e Claudio Fragasso (1983)
- Rats - Notte di terrore, regia di Bruno Mattei e Claudio Fragasso (1984)

- Hanna D. - La ragazza del Vondel Park, regia di Rino Di Silvestro (1984)
- Le miniere del Kilimangiaro, regia di Mino Guerrini (1986)
- Strike Commando, regia di Bruno Mattei e Claudio Fragasso (1986)
- Meglio baciare un cobra, regia di Massimo Pirri (1986)
- Der Stein des Todes, regia di Franz Josef Gottlieb (1987)
- Bianco Apache, regia di Claudio Fragasso e Bruno Mattei (1987)
- Scalps, regia di Claudio Fragasso e Bruno Mattei (1987)
- Le diaboliche, regia di Luigi Russo (1987)
- Nosferatu a Venezia, regia di Augusto Caminito (1988)
- Dirty Love, regia di Joe D'Amato (1988)
- Blue Angel Cafe, regia di Joe D'Amato (1989)
- Massacre, regia di Andrea Bianchi (1989)
- Ne parliamo lunedì, regia di Luciano Odorisio (1989)
- La via della droga, regia di Michele Massimo Tarantini (1989)
- Casablanca Express, regia di Sergio Martino (1989)
- Lungo il fiume, regia di Vanna Paoli (1989)
- DNA formula letale (Metamorphosis), regia di George Eastman (1990)
- L'ultimo volo all'inferno, regia di Ignazio Dolce (1990)
- Giorni felici a Clichy (Jours tranquilles à Clichy), regia di Claude Chabrol (1990)
- Oltre l'oceano, regia di Ben Gazzara (1990)
- Sulle tracce del condor, regia di Sergio Martino (1990)
- Il ritorno del grande amico, regia di Giorgio Molteni (1990)
- Grandi cacciatori, regia di Augusto Caminito (1990)
- Barocco, regia di Claudio Sestieri (1991)
- Ossessione fatale, regia di Joe D'Amato (1991)
- Il diavolo nella carne, regia di Joe D'Amato (1991)
- Un orso chiamato Arturo, regia di Sergio Martino (1992)
- In camera mia, regia di Luciano Martino (1992)
- Nessuno mi crede, regia di Anna Carlucci (1992)
- Spiando Marina, regia di Sergio Martino (1992)
- Il giardino dei ciliegi, regia di Antonello Aglioti (1992)
- Torta di mele, regia di Anna Carlucci (1993)
- Ladri di cinema, regia di Piero Natoli (1994)
- Compromesso d'amore (Tatiana, la muñeca rusa), regia di Santiago San Miguel (1995)
- Li chiamarono... briganti!, regia di Pasquale Squitieri (1999)
- Un giudice di rispetto, regia di Walter Toschi (2002)
- L'avvocato De Gregorio, regia di Pasquale Squitieri (2003)
- Nemici per la pelle, regia di Rossella Drudi (2006)
- Chiamami Salomè, regia di Claudio Sestieri (2006)
- Father, regia di Pasquale Squitieri (2011)
- The Girl from Nagasaki, regia di Michel Comte e Ayako Yoshida (2013)

#### Televisione
- La regina degli uomini pesce, regia di Sergio Martino (1995)
- Mozart è un assassino, regia di Sergio Martino (1999)

## Discografia
- 1985 - Bitter-sweet
- 1987 - Points of view
- 1988 - Dark